# Graveyard (Halsey)
Graveyard è un singolo della cantante statunitense Halsey, pubblicato il 13 settembre 2019 come secondo estratto dal terzo album in studio Manic.

## Pubblicazione
Quattro giorni dopo la sua pubblicazione per il download digitale, il brano è stato mandato in rotazione radiofonica negli Stati Uniti dal 17 settembre 2019.

## Accoglienza
Mike Nied di Idolator ha elogiato la produzione di Jon Bellion.

## Esibizioni dal vivo
Halsey ha presentato Graveyard dal vivo per la prima volta il 24 novembre 2019 agli American Music Awards. Nell'esibizione la cantante è stata accompagnata da una ballerina vestita e truccata come lei.

## Tracce
Testi e musiche di Ashley Frangipane, Amy Allen, Jonathan Bellion, Louis Bell, Jordan K Johnson, Stefan Johnson e Mark "Oji" Williams.
1. Graveyard – 3:01

## Formazione
Musicisti
- Halsey – voce
- Amy Allen – cori, chitarra
- Louis Bell – tastiera, programmazione
- The Monsters & Strangerz – tastiera, programmazione
- Jon Bellion – tastiera, programmazione
- Mark Williams – chitarra, tastiera, programmazione

Produzione
- The Monsters & Strangerz – produzione, ingegneria del suono
- Jon Bellion – produzione
- OjiVolta – produzione
- Louis Bell – produzione, ingegneria del suono
- John Hanes – ingegneria del suono
- Chris Gehringer – mastering
- Will Quinnell – assistenza al mastering
- Șerban Ghenea – missaggio

## Successo commerciale
Graveyard ha raggiunto la prima posizione nella Hot Dance Club Play statunitense, diventando la sua terza numero uno in questa classifica dopo Bad at Love e Alone. Nella Official Singles Chart britannica ha debuttato alla 52ª posizione grazie a 10 201 unità vendute durante la sua prima settimana di disponibilità, regalando alla cantante il suo nono ingresso in classifica. Nella settimana datata 31 ottobre 2019 ha raggiunto la 26ª posizione, con ulteriori 12 911 unità distribuite.

## Classifiche
| Classifica (2019) | Posizione massima |
| ----------------- | ----------------- |
| Australia         | 24                |
| Belgio (Fiandre)  | 57                |
| Belgio (Vallonia) | 56                |
| Canada            | 38                |
| Estonia           | 25                |
| Grecia            | 23                |
| Irlanda           | 30                |
| Lettonia          | 26                |
| Lituania          | 20                |
| Nuova Zelanda     | 27                |
| Paesi Bassi       | 60                |
| Portogallo        | 75                |
| Regno Unito       | 29                |
| Repubblica Ceca   | 36                |
| Romania           | 93                |
| Singapore         | 18                |
| Slovacchia        | 33                |
| Stati Uniti       | 39                |
| Svezia            | 95                |
| Svizzera          | 75                |
| Ungheria          | 24                |